# Прапор Піткерну
Прапор Піткерну — офіційний символ Піткерну. Затверджений 2 квітня 1984 року. Це англійський синій кормовий прапор з гербом Піткерну у правій частині.